# استرالیا پست
استرالیا پست (انگلیسی: Australia Post) شرکت دولتی پست استرالیایی است، که در سال ۱۹۷۵ تأسیس شد.